# Saiva cardinalis
Saiva cardinalis är en insektsart som först beskrevs av Butler 1874.  Saiva cardinalis ingår i släktet Saiva och familjen lyktstritar. Inga underarter finns listade i Catalogue of Life.